# Paleu
Paleu (Hongaars: Hegyközpályi) is een Roemeense gemeente in het district Bihor.
Paleu telt 2.523 inwoners (2011).
De gemeente bestaat uit de volgende dorpen:
- Paleu (Hegyközpályi) 1242 inwoners
- Săldăbagiu de Munte 773 inwoners
- Uileacu de Munte  508 inwoners

## Bevolkingsontwikkeling
De gemeente Paleu groeit de laatste periode snel. In 2011 was het aantal inwoners gestegen naar 2523. De Hongaren vormen de grootste groep van de bevolking met 1804 personen gevolgd door de Roemenen met 612 personen. Het aantal Roemenen groeit snel door de bouw van woningen voor de suburbanisatie vanuit Oradea.
In 2002 waren de Roemenen nog 3,9% van de bevolking, in 2011 is dit opgelopen tot ruim 25%.
De gemeente behoort tot het gebied Érmellék dat een Hongaarstalige regio vormt in het district Bihor.